# ホームシスターズ
ホームシスターズは、広島ホームテレビの催し物や番組で活動する専属イベントコンパニオン。広島ホームテレビ開局の1970年10月1日に第1期生が誕生し、現在（2019年10月時点 50期生）まで続いている。

## 概要
学生時代にホームシスターズを務め卒業後、モデル、テレビ番組などのリポーター、テレビドラマ出演、CM出演、ラジオパーソナリティ、イベント司会などの広島ローカルタレントとして活動する出身者がおり、なかにはアナウンサーになった出身者がいる。
任期は毎年10月から1年の1期ではあるが、連続2期務めて卒業するシスターズがいる。
2018年10月現在、8名の49期生が活動中。
広島ホームテレビ主催のコンサ－トや試写会などの催し物で手伝いをする他、テレビ番組『ミュージックバラエティ H♪LINE』、広島エフエム『9ジラジ』などに出演、また、広島ホームテレビ主催イベント「HOMEぽるフェス2018」などのイベントステージ出演もある。
HIPPYプロデュース ホームシスターズアイドル化計画による初のオリジナル曲「笑顔の種」がある。「HOMEぽるフェス2014」のステージで初披露。その後、2016年にはダンスリミックスバージョンがつくられるなど現行のシスターズにより歌い継がれている。

## 出演
テレビ
- ミュージックバラエティ H♪LINE（広島ホームテレビ）

ラジオ
- 9ジラジ（広島エフエム）

イベント
- ぽるフェス

など
過去の出演
- 西田篤史の独占広島60分（広島ホームテレビ）
- 開発プレゼンター「デルゲーツ」（広島ホームテレビ）

## 楽曲
オリジナル曲
- 笑顔の種（2014年）
- 笑顔の種 ダンスリミックスバージョン（2016年）

参加
- H♪LINEオープニング曲（2014年）唄：HIPPY＆ホームシスターズ

## スタッフ
- 坂井由紀子（Natural Creative Maker） - メイク指導（2001 - 2003）[4]
- HIPPY - 「笑顔の種」プロデュース[5]
- CHRIS - 「笑顔の種」振付[5][6]
- KAIRI - 「笑顔の種」作曲[6]
- UME - ダンス講師および「笑顔の種」ダンス監修[7]

## 主な出身者
- 保原和恵[8] - ブライダル、式典、パーティー、イベント司会、FMちゅーピー『広島すまいるパフェ』パーソナリティ
- 飯村徳穂[9]（23期[10]）FMちゅーピー『週末おでかけステーション』パーソナリティ
- 国光かよこ（27期・28期）広島ローカルタレント、TSS『ひろしま満点ママ!!』月曜
- 津野瀬果絵（27期）TNCテレビ西日本アナウンサー
- 荒谷知穂（広島修道大学在学中）元広島ホームテレビアナウンサー。2002年第1回ANNアナウンサー賞 原稿のあるもの部門（「ニュース」「ナレーション」など）優秀賞[11]。
- 寺沢知佳子[12]（2003年ごろ）リポーター
- 大野智美（2005年[13]）2011年えびす大祭福娘、2013年ひろしま菓子博 ひろしま☆スイーツレディ、その後、フリーのMCとしてイベント司会、企業式典・結婚式などの司会
- 久保田夏菜（広島大学在学中）フリーアナウンサー（元テレビ愛媛アナウンサー、元中国放送アナウンサー）、RCCテレビ『街頭TV 出没!ひな壇団』、TSS『ひろしま満点ママ!!』隔週木曜、RCCテレビ『イマなまっ!』月曜、RCCラジオ『ショコラジ』、2019年10月がん検診一斉受診月間 デーモンかかぁ（啓発ポスター、広島県「がん検診へ行こうよ」推進会議）
- 中原衣美（38期・39期[14]）広島ローカルタレント、RCCテレビ『イマなまっ!』コーナー「瀬戸の花嫁探しの旅」中原エミノスケ、HOME『みみよりライブ 5up!』平野寿将(愛称:ひーさま)のお助け料理塾アシスタント、アスリートフードマイスター[15]、広島東洋カープ上本崇司夫人[15]。
- 花房ゆかり（39期） - RCCテレビ『お宝ハンターくれきん団』RCCテレビ『こちら!くれきん新聞』広島FM『キムラミチタのアラウンドカープ』
- 青石久未子[16] - TVレポーター、CM出演、ブライダル・イベントの司会業
- 吉田美来[17]（42期・43期）イベントMC
- 成瀬美咲（44期・45期）モデル、2017年ひろしまフラワーフェスティバルフラワークイーン
- 岡崎花帆子[18]（44期・45期）広島ローカルタレント、TSS『ひろしま満点ママ!!』隔週月曜および隔週木曜、HOME『ハナノサ』、2019年10月がん検診一斉受診月間 デーモンかかぁ（啓発ポスター、広島県「がん検診へ行こうよ」推進会議）
- 戸村有彩[19]（46期・47期）うちわ姫2018、広島ローカルタレント